# Ljubomir Panov
Ljubomir Panov (en bulgare : Любомир Иванов Панов), né le 16 février 1933, à Pleven, en Bulgarie, est un ancien joueur bulgare de basket-ball.

## Palmarès
- Finaliste du championnat d'Europe 1957
- 3e du championnat d'Europe 1961